# 萬岩
萬岩（英語：Van Rocks），是南極洲的岩石，位於南設得蘭群島的史密斯島，處於詹姆士角以西，由英國探險隊繪入地圖，現時由南極條約體系管理。